# Риби Тийнейджъри
„Риби Тийнейджъри“ (на английски: Fish Hooks) е американски анимационен сериал, излъчван по Disney Channel. Премиерата на шоуто е на 24 септември 2010 г. в САЩ, а на България от 12 февруари 2011 г.

## Герои
- Би — Тя е приятелка на Оскар и Майло.
- Майло — Майло е щур, обича да се забавлява и често въвлича приятелите си Би и Оскар в неприятности.
- Оскар — Той обича Би, но все още не и е казал.
- Шелси — Тя е една от най-добрите приятелки на Би.
- Клеманта — Тя е лудо влюбена в Оскар и се опитва да му стане гадже, но напразно.

## Епизоди
| Сезон | Сезон | Епизоди | Премиера                                                     | Финал            |
| ----- | ----- | ------- | ------------------------------------------------------------ | ---------------- |
|       | 1     | 41      | 3 септември 2010 (предпремиера) 24 септември 2010 (премиера) | 21 октомври 2011 |
|       | 2     | 41      | 4 ноември 2011                                               | 17 май 2013      |
|       | 3     | 28      | 7 юни 2013                                                   | 4 април 2014     |

## „Риби тийнейджъри“ В България
В България започва излъчване на 12 февруари 2011 г. по Disney Channel. Дублажът е сихронен и е на студио Доли. В него участват Ася Рачева (Би), Анатоли Божинов (Майло), Кирил Бояджиев (Оскар), Даниела Горанова, Петър Върбанов, Георги Стоянов и др.